# ديميتري كوروليوف
ديميتري كوروليوف هو لاعب كرة قدم روسي في مركز الدفاع، ولد في 15 أبريل 1988. لعب مع توربيدو موسكو ونادي كراسنودار.

## وصلات خارجية
- ديميتري كوروليوف على موقع Soccerway.com (الإنجليزية)